# Palette à fessée

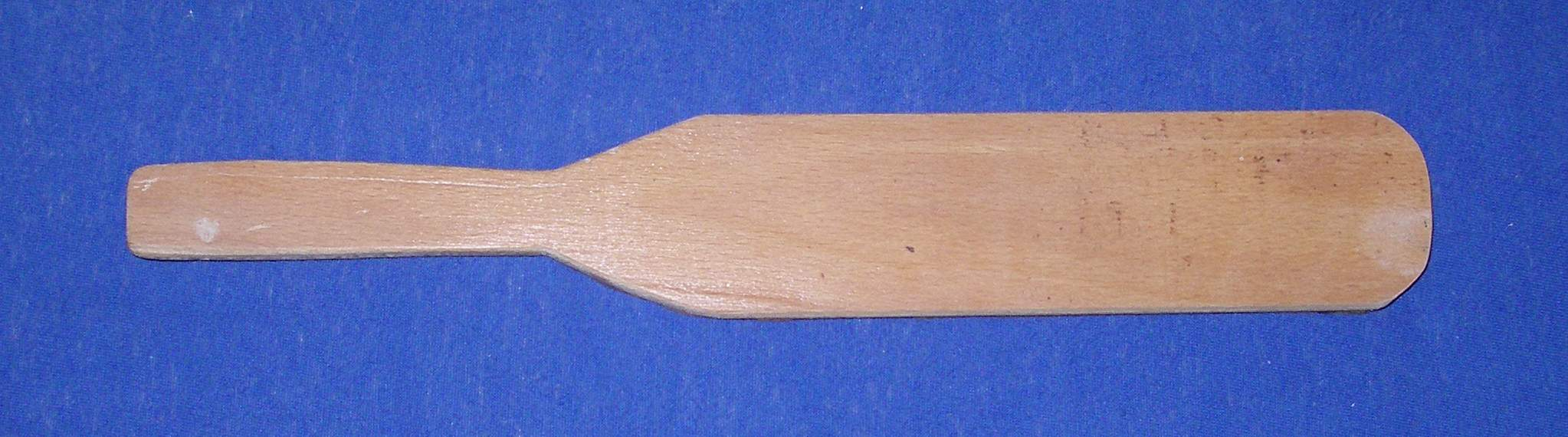
Un paddle BDSM en bois.

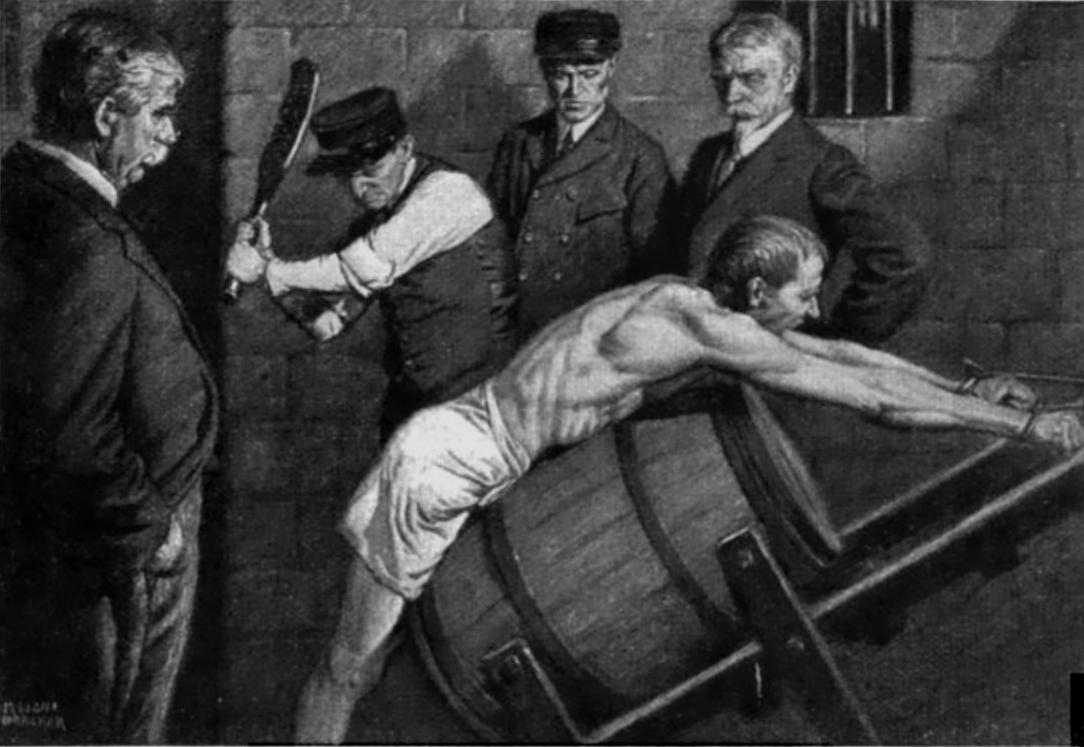
Détenu américain frappé avec un paddle (1912).

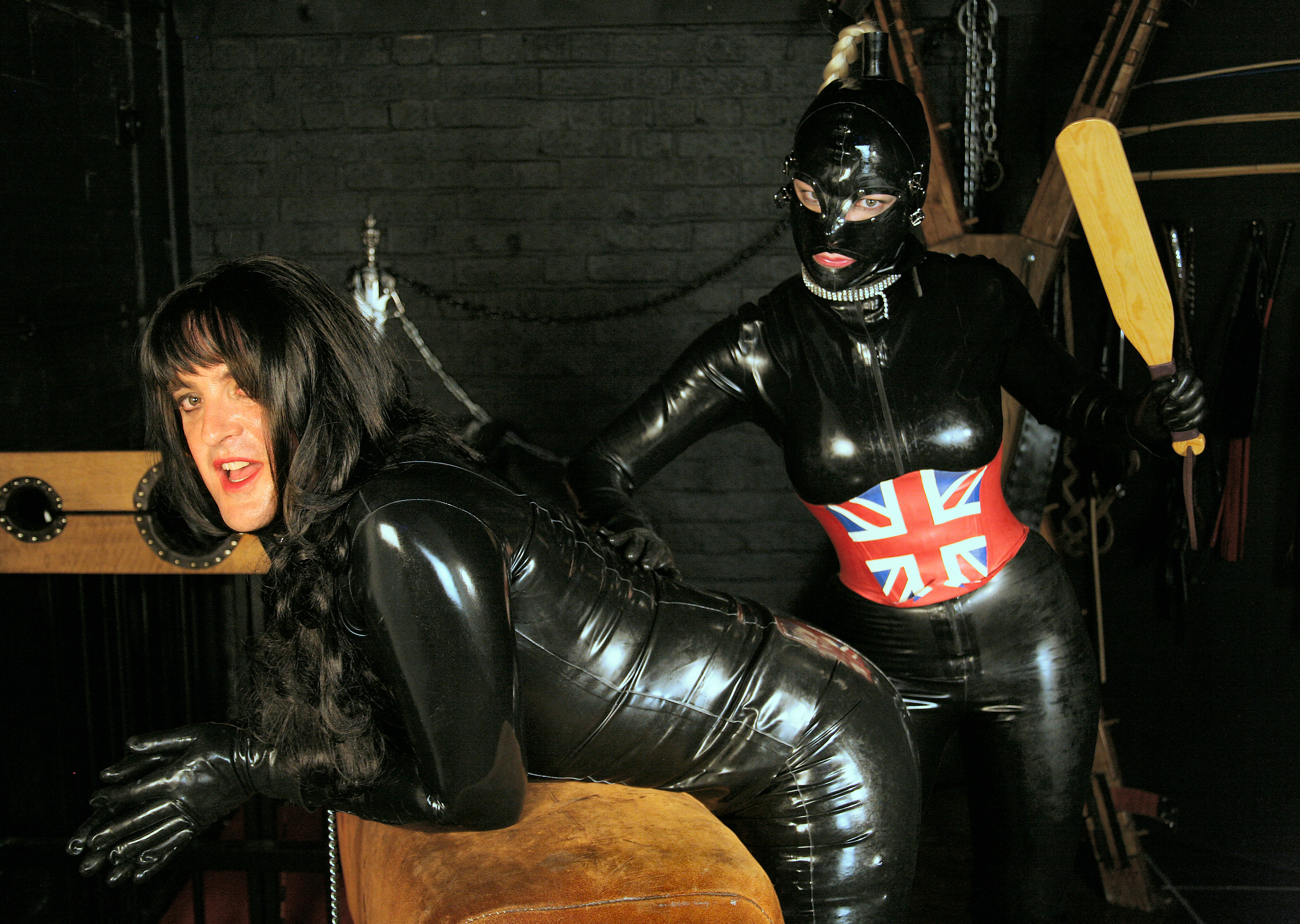
Personnes pratiquant la fessée érotique avec un paddle.

Un paddle BDSM (traduit littéralement de l'anglais Spanking paddle : palette à fessée) est un instrument destiné à frapper une personne sur les fesses, c'est-à-dire à administrer une fessée. Un paddle BDSM peut-être utilisée dans le cadre d'un châtiment corporel, d'un rituel (comme une initiation ou un bizutage) ou d'une fessée érotique.

## Caractéristiques
Un paddle BDSM est le plus souvent plat et approximativement rectangulaire et fabriquée en bois ou en plastique. Il est parfois perforé de façon à améliorer son aérodynamisme.

## Utilisations

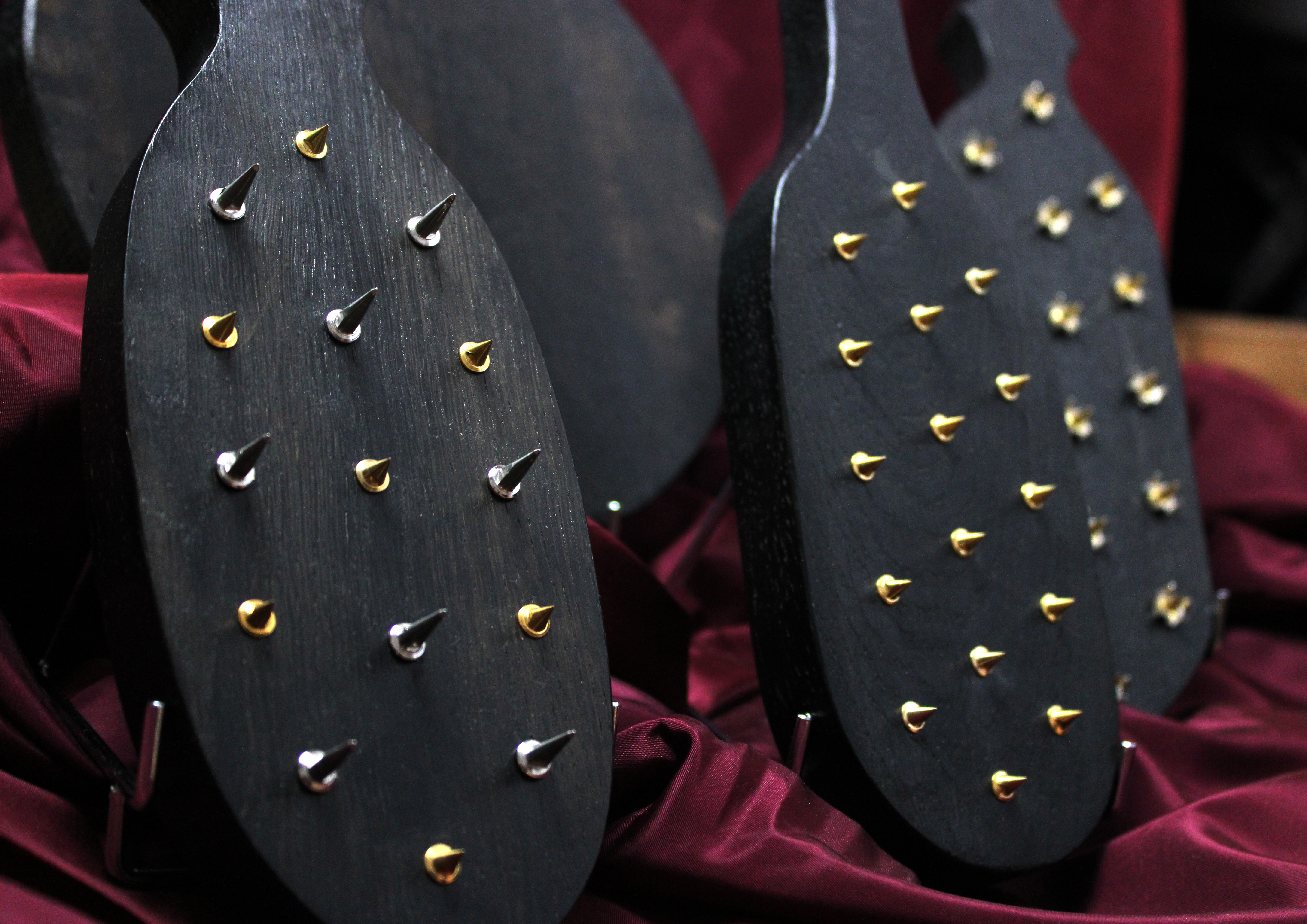
Différents Paddles utilisés dans le BDSM

Le paddle BDSM a été largement utilisée dans le cadre de la punition corporelle des esclaves, de façon à provoquer une douleur intense sans générer de blessures irréversibles mais aussi dans le cadre éducatif, que ce soit à domicile ou en établissements scolaires. Aux États-Unis, en 2008, parmi les 21 états autorisant les châtiments corporels à l'école, ceux-ci prennent généralement la forme d'une fessée administrée avec un paddle en bois.